# 哈諾 (亞利桑那州)
哈諾（英語：Hano）是位於美國亞利桑那州納瓦霍縣的一個非建制地區。該地的面積和人口皆未知。

## 地理
哈諾的座標為35°50′13″N 110°23′32″W / 35.83694°N 110.39222°W，而該地的平均海拔高度為1893米（即6211英尺）。